# Achias strictus
Achias strictus är en tvåvingeart som beskrevs av Mcalpine 1994. Achias strictus ingår i släktet Achias och familjen bredmunsflugor. Inga underarter finns listade i Catalogue of Life.